# Eugeniusz Bąk
Eugeniusz Bąk (ur. 1912 w Nikiszowcu, zm. 1969) – polski malarz prymitywista z Górnego Śląska, członek Grupy Janowskiej.

## Życiorys
Początkowo pracował jako kowal. W okresie międzywojennym grał na zabawach i weselach i z tego się utrzymywał. Był członkiem Grupy Janowskiej. W swej twórczości wykorzystywał  scenerię Szopienic i okolicy. Tematami jego prac były przede wszystkim górnośląska architektura, głównie obiekty przemysłowe: kopalnie, huty, elektrownie i koksownie. Uprawiał też rzeźbę. Obrazy malarza znajdują się obecnie w muzeach m.in. w Muzeum Historii Katowic, Muzeum Śląskim w Katowicach, Muzeum Miejskim w Zabrzu i Muzeum Górnośląskim w Bytomiu. O życiu i twórczości Grupy Janowskiej Lech Majewski nakręcił pełnometrażową opowieść  pt. Angelus.

## Wybrane prace
- Lokomotywa